# Okriomyia flabellidentata
Okriomyia flabellidentata är en tvåvingeart som beskrevs av Peter Kolesik 1998. Okriomyia flabellidentata ingår i släktet Okriomyia och familjen gallmyggor. Inga underarter finns listade i Catalogue of Life.